# یواس‌اس پرستون (دی‌دی-۷۹۵)
یواس‌اس پرستون (دی‌دی-۷۹۵) (به انگلیسی: USS Preston (DD-795)) یک کشتی بود که طول آن ۳۷۶٫۵ فوت (۱۱۴٫۸ متر) بود. این کشتی در سال ۱۹۴۳ ساخته شد.